# 1596 год в науке
В 1596 году произошли следующие события в области науки:

## События
- 17 июня — Виллем Баренц открыл остров Шпицберген в архипелаге Свальбард.
- Тихо Браге опубликовал работу «Dani Epistolarum astronomicarum libri».
- Давид Фабриций открыл первую переменную звезду Омикрон Кита. Позже, в XVII веке, Ян Гевелий дал ей имя «Мира», что значит «Удивительная».
- Иоганн Кеплер опубликовал трактат Mysterium Cosmographicum (Тайна мироздания).
- Абрахам Ортелий в последней редакции своей работы Thesaurus geographicus приходит к выводу о вероятности континентального дрейфа материков.
- Каспар Баугин опубликовал трактат Pinax theatri botanici, в котором впервые описал картофель.

## Родились
- 31 марта — Рене Декарт (ум. 1650), французский философ, математик, физик. Положил начало аналитической геометрии.
- 23 сентября — Ян Виллем Блау (ум. 1673), голландский картограф и гравёр, издатель знаменитого 12-томного большого атласа.
- Андреас Целлариус (ум. 1665) — голландский и немецкий картограф, инженер, астроном и математик.
- Лукас Хольстениус (ум. 1661), немецкий филолог, историк и гуманист.

## Скончались
- 28 января — английский мореплаватель Фрэнсис Дрейк — первый англичанин, совершивший кругосветное плавание (в 1577—1580 гг.).
- 11 сентября — Питер Дирксон Кейзер, мореплаватель, составивший каталог 135 звёзд южного неба.
- 15 сентября — Леонард Раувольф, немецкий ботаник, врач, доктор медицины.
- Блез де Виженер, французский криптограф, алхимик и дипломат.